# Sijo
Sijo (IPA: [ɕiʥo]) ist die bekannteste Form der koreanischen Poesie.
Sijo ist ein an Silben bzw. Silbenzahl orientiertes Gedicht. Es gibt einige Hypothesen für die Entstehungszeit dieser Dichtung. Als Hanmun die einzige Schriftsprache in Korea war, schrieb man Gedichte nach chinesischer Dichtungsart. Man nimmt zwar an, dass Hyangga (entstanden in der Silla-Dynastie) der Vorläufer von Sijo ist. Aber dafür ist bis jetzt kein schlüssiger Beweis vorgelegt worden. Für gewöhnlich geht man davon aus, dass Sijo im 16. Jahrhundert entstanden sind, also etwa 100 Jahre nach der Erfindung der eigenen koreanischen Schrift Hangeul. Belegt ist diese Bezeichnung in einem Gedichtband von Sin Gwang-su (1712–1775), wo es heißt, „das gewohnte Sijo wird angeordnet nach Länge und Kürze“ (kor. 一般時調排長短). „Länge und Kürze“ hier bedeutet nicht die eines Vokals, sondern der Silbenzahl.
Meistens besteht ein Sijo aus drei Zeilen mit 14 bis 16 Silben, so dass es insgesamt 44 bis 46 Silben gibt. Die erste Zeile gibt das Thema an (3, 4, 4, 4). Dann kommt die Erweiterung (3, 4, 4, 4). Zum Schluss kommt das Gegenthema (3, 4) und der Abschluss (4, 3). Ein Sijo trägt in der Regel keinen Titel. Eine Ausnahme ist die 'Sijo Gruppe' (siehe unten). Die Zitierweise eines Sijos ist daher nach der ersten Zeile.
Beliebte Stilmittel sind Wortspiele, Metaphern und Symbolismus.
Die ältesten Sijos sind mehr als 700 Jahre alt. Wichtige Dichter dieser Form sind  vor allem Yun Seon-do (1587–1671), aber auch Hwang Jin-i (1522–1565) und U Tak (1262–1342).

## Arten von Sijo

### Standard
|          | 1. Wort  | 2. Wort  | 3. Wort    | 4. Wort  |
| 1. Zeile | 3 Silben | 4 Silben | 3/4 Silben | 4 Silben |
| 2. Zeile | 3 Silben | 4 Silben | 3/4 Silben | 4 Silben |
| 3. Zeile | 3 Silben | 5 Silben | 4 Silben   | 3 Silben |

### Abwandelung
Wenn die erste und zweite Zeile mehr Silben bzw. Wörter enthält als die des Standards, nennt man diese abgewandelte Form Eotsijo (엇시조) oder Saseolsijo (사설시조). Diese Art Sijo ist verhältnismäßig selten.

### Sijo Gruppe
Wenn mehrere Sijos unter einem Thema zusammengeschlossen sind, nennt man die Gruppe Yeonsijo (연시조). Sijo Gruppe wird meistens von großen Dichtern geschrieben, um das angeschlagene Thema ausführlich zu entwickeln. Die Zahl von Sijo Gruppe ist recht gering.

## Beispiele

### Cheonganri Byeokgyesuya...
Einige Wörter werden der heutigen koreanischen Standardsprache angepasst, und Hanjas werden ausgelassen.
| 청산리                | 벽계수야            | 수이 감을           | 자랑 마라        |
| cheong san ri         | byeok gye su ya     | su i gam eul        | ja rang ma ra    |
| des blauen Berges     | blauer Talfluss, du | schnell zu laufen   | sei nicht stolz  |
|                       |                     |                     |                  |
| 일도창                | 해하면 다           | 시 오기             | 어려오니         |
| il do chang           | hae ha myeon da     | si o gi             | eo ryeo o ni     |
| einmal gelangt        | ins Meer            | wieder zurück       | schwer kannst du |
|                       |                     |                     |                  |
| 명월이                | 만공산하니          | 쉬어 간들           | 어떠리           |
| myeong wol i          | man gong san ha ni  | swi eo gan deul     | eo ddeo ri       |
| der Mond scheint hell | überall über Berge  | einmal sich erholen | wie wäre es      |
|                       |                     |                     |                  |

- Autor: Hwang Jin-i (황진이; [hwaŋʝinɲi]; in der ersten Hälfte des 16. Jahrhunderts)
- Gedanke: Hwang Jin-i war zu ihrer Zeit die gefeiertste und schönste Gisaeng, um deren Gunst sich manch berühmte Männer bemühten. Bekannt ist auch, dass sie selbst manchmal jene Männer, die als besonders anständig galten, zu erobern versucht hat. Sie soll, ob wahr oder erdichtet, sogar einen hochangesehenen buddhistischen Mönch in Versuchung geführt haben (es gibt in jüngster Zeit eine Erzählung über diese kuriose Geschichte). In dem Gedicht handelt es sich auch um den Versuch, einen charakterfesten Mann vom rechten Weg abzubringen. Der nämliche Mann wird metaphorisch als des blauen Berges Talfluss angesprochen, der immer nur zum Laufen eilt. Da er ihr, der schönsten Frau, keine Aufmerksamkeit schenkt, fühlt sie sich offenbar beleidigt. So sucht sie ihn zu überreden, wie es wäre, dass er sie gelegentlich besuchte, denn es gibt kein Zurück mehr, nachdem das Leben einmal vorbei ist, wie Flusswasser einmal verflossen ist.

### Moetbeodeul Galhae geot geo...
Nach der heutigen Orthographie würde man schreiben:
묏버들 갈해 꺽어 보내노라 님의 손에
자시는 창 밖에 심어 두고 보소서
밤비에 새 잎 곧 나거든 날인가도 여기소서
| 묏버들                 | 갈해 것거               | 보내노라      | 님의 손대        |
| moet beo deul          | gal hae geot geo        | bo nae no ra  | nim ui son dae   |
| einen Weidenzweig      | ausgepflückt            | gebe ich      | in deine Hand    |
|                        |                         |               |                  |
| 자시난                 | 창 밧긔                 | 심거두고      | 보쇼서           |
| ja si neun             | chang bat gui           | sim geu du go | bo syo seo       |
| an deinem Schlafzimmer | nebenan draußen         | pflanze ihn   | meiner gedacht   |
|                        |                         |               |                  |
| 밤비예                 | 새닙 곳 나거든          | 날인가도      | 녀기쇼셔         |
| bam bi ye              | sae nip got na geo deun | nal in ga do  | nyeo gi syo syeo |
| nach nächtlichem Regen | frische Knospe sprießt  | an mich       | erinnere dich    |

- Autor: Hongrang (홍랑; [hoŋnaŋ]; in der zweiten Hälfte des 16. Jahrhunderts)
- Gedanke: Hongrang war eine Gisaeng. Es ist das einzige Gedicht, das unter ihrem Namen überliefert ist. Es hat eine Liebesgeschichte im Hintergrund. Als Provinzgisaeng hat Hongrang einen Beamten aus Seoul geliebt. Als dieser nach der  Amtszeit in der Provinz in die Hauptstadt zurückbeordert wurde, konnte und durfte sie ihm nicht folgen. So schrieb sie ihre unerfüllbare Liebe in die drei Zeilen und gab sie ihm. Es ist ein seltenes Stück, in dem sich eine verlassene Frau nicht rührselig zeigt, sondern dem Schicksal fügend „Vergissmeinnicht“ singt.

## Gegenwart
Der Sijo wird in Korea immer noch geschrieben. Heutzutage werden Sijos auch gelegentlich auf Englisch geschrieben.